# Wolfgang Grave
Wolfgang Grave (auch Gravius; * 7. August 1560 in Saarbrücken; † 27. September 1608) war ein deutscher Jurist.

## Leben
Als Wolfgang Grave 1560 in Saarbrücken geboren wurde, gehörte diese Stadt zum Gebiet des Grafen von Nassau-Saarbrücken. Grave studierte in Marburg, Straßburg und Heidelberg Philosophie und Rechtswissenschaft. Nach Abschluss seiner Studien besorgte er im Auftrag seines Vaters, der als geheimer Rat im Dienst des Grafen von Nassau-Saarbrücken stand, mehrere Geschäfte in verschiedenen Gegenden Deutschlands. Zu seiner weiteren Ausbildung unternahm er anschließend eine Reise nach Frankreich.
Nach seiner Rückkunft 1584 erlangte Grave in Heidelberg die juristische Doktorwürde und war dann am kaiserlichen Reichskammergericht in Speyer tätig. 1589 wurde er als Staatsanwalt in die freie Reichsstadt Nördlingen berufen, wo bereits sein Großvater Mitglied des Rats gewesen war. In dieser Stellung erwarb sich Grave großes Ansehen. 1608 starb er im Alter von 48 Jahren.